# Sticholonche
Sticholonche és un gènere peculiar de protistes amb una única espècie, S. zanclea, trobada en els oceans a profunditats de 100-500 m. Antigament es considerava un heliozou classificat en el seu propi ordre, Taxopodida. No obstant això, també ha estat considerat com un inusual radiolari, i això ha estat confirmat per estudis genètics, que ho situen prop d'Acantharea.
Sticholonche té simetria bilateral i mesura usualment al voltant de 200 μ, encara que la seva grandària varia considerablement. Els axopodis es disposen en diferents files. Sis axopodis sorgeixen d'un solc dorsal i són rígids, mentre que la resta són mòbils. Aquests s'utilitzen sobretot per a la flotabilitat, més aviat que per alimentar-se. També té catorze grups d'espines dorsals prominents i moltes espícules més petites, malgrat que no presenten una càpsula central com els veritables radiolaris.